# Resolution 801 des UN-Sicherheitsrates
Mit der Resolution 801 des UN-Sicherheitsrates beschloss der UN-Sicherheitsrat in seiner Sitzung am 8. Januar 1993, die Tschechische Republik in die Vereinten Nationen aufzunehmen. Diese Resolution stellte eine Empfehlung an die Generalversammlung der Vereinten Nationen dar.
Vorausgegangen war die Spaltung der Tschechoslowakei in die Tschechische Republik und die Slowakische Republik nach dem Fall des kommunistischen Regimes. Die Teilung wurde zum 1. Januar 1993 wirksam.
Die Empfehlung zur Aufnahme der Slowakei in die Vereinten Nationen wurde durch den Sicherheitsrat in derselben Sitzung durch die Resolution 800 beschlossen.